# صغاد
صغاد نام شهری در شهرستان آباده و دهستان بهمن مرکز بخش صغاد در استان فارس ایران است.

## جمعیت
| جمعیت        | سرشماری ۸۵ | سرشماری ۹۰ | سرشماری ۹۵ |
| ------------ | ---------- | ---------- | ---------- |
| تعداد خانوار | ۳٬۰۰۱      | ۳٬۳۷۰      | ۳٬۹۰۷      |
| جمعیت        | ۱۱٬۰۶۵     | ۱۱٬۱۵۶     | ۱۲٬۵۸۲     |

## مردم
امروزه اهالی شهر صغاد به زبان‌های فارسی و ترکی قشقایی سخن می‌گویند.

## موقعیت جغرافیایی
شهر صغاد در طول جغرافیایی ۵۲٫۵۲ درجه و عرض جغرافیایی ۳۱٫۱۹ درجه واقع و ارتفاع آن از سطح دریا ۲۰۶۵ متر می‌باشد. ساکنین این شهر دو گروه عمده فارس و قشقایی می‌باشند.